# Isola Nabuyongo
L'Isola di Nabuyongo, nota anche come Goziba o Godsiba, è una piccola isola del Lago Vittoria, nonché l'isola lacustre più distante dalla costa nel mondo. Si trova a 85 km dalla costa occidentale del lago, 93 km da quella meridionale e 90 km da quella orientale. Nabuyongo si trova nel Distretto di Muleba in Tanzania, di cui costituisce una circoscrizione rurale autonoma (Goziba).
Pur raggiungendo i 1.153 metri s.l.m., è un'isola pianeggiante in quanto rispetto alle acque del lago raggiunge un'altezza massima di 18 metri. È molto densamente popolata da 3 578 abitanti (62,1% uomini, 37,9% donne), principalmente dediti alla pesca delle sardine e alle attività a essa collegate.
Durante la prima guerra mondiale fu teatro di uno scontro a fuoco tra un piroscafo tedesco e uno britannico.
L'isola è caratterizzata da clima monsonico. La temperatura media è di 20 °C. Il mese più caldo è marzo con 22 °C, il più freddo febbraio con 20 °C. La piovosità media è di 2.825 millimetri all'anno. Il mese più piovoso è novembre con 357 millimetri di pioggia, giugno il meno piovoso con 117 millimetri.